# Filmografija Keanua Reevesa

## Film
| Godina | Film                             | Uloga                         | Glavni glumac                   | Redatelj                    | Bilješke |
| ------ | -------------------------------- | ----------------------------- | ------------------------------- | --------------------------- | --- |
| 1985.  | One Step Away                    | Ron Petrie                    | Diana Belshaw                   | Robert Fortier              | AQPC - Honourable mentions u kategoriji "Edukativni film" |
| 1986.  | Youngblood                       | Heaver                        | Rob Lowe                        | Peter Markle                | |
| 1986.  | Flying                           | Tommy Wernicke                | Olivia d'Abo                    | Paul Lynch                  | |
| 1986.  | Na obali rijeke                  | Matt                          |                                 | Tim Hunter                  | Independent Spirit Awards za "Najbolji film" |
| 1988.  | Permanent Record                 | Chris Townsend                |                                 | Marisa Silver               | |
| 1988.  | Princ iz Pennsylvanije           | Rupert Marshetta              | Fred Ward                       | Ron Nyswaner                | |
| 1988.  | The Night Before                 | Winston Connelly              |                                 | Thom E. Eberhardt           | |
| 1988.  | Opasne veze                      | Le Chevalier Raphael Danceny  | Glenn Close                     | Stephen Frears              | |
| 1989.  | Bill & Ted's Excellent Adventure | Ted "Theodore" Logan          |                                 | Stephen Herek               | |
| 1989.  | Roditelji                        | Tod Higgins                   | Steve Martin                    | Ron Howard                  | |
| 1990.  | Volim te do smrti                | Marlon James                  | Kevin Kline                     | Lawrence Kasdan             | |
| 1990.  | Tune in Tomorrow                 | Martin Loader                 | Barbara Hershey                 | Jon Amiel                   | |
| 1991.  | Pakleni val                      | John 'Johnny' Utah            |                                 | Kathryn Bigelow             | MTV Movie Awards za "Najpoželjnijeg muškarca" |
| 1991.  | Bill & Ted's Bogus Journey       | Ted "Theodore" Logan/Evil Ted |                                 | Peter Hewitt                | |
| 1991.  | Moj privatni Idaho               | Scott Favor                   |                                 | Gus Van Sant                | |
| 1991.  | Providence                       | Eric                          | JD Cullum                       | David Mackay                | |
| 1992.  | Drakula                          | Jonathan Harker               | Gary Oldman                     | Francis Ford Coppola        | |
| 1993.  | Mnogo vike ni za što             | Don John                      | Kenneth Branagh                 | Kenneth Branagh             | |
| 1993.  | Mali Buda                        | Buda                          |                                 | Bernardo Bertolucci         | |
| 1993.  | Poetic Justice                   | Beskućnik                     |                                 | John Singleton              | |
| 1993.  | Freaked                          | Ortiz the Dog Boy             | Brooke Shields                  | Tom Stern Alex Winter       | |
| 1993.  | Blues kaubojki                   | Julian Gitche                 | Uma Thurman                     | Gus Van Sant                | |
| 1994.  | Brzina                           | Jack Traven                   |                                 | Jan de Bont                 | MTV Movie Awards za "Najbolji duo" (zajedno sa Sandrom Bullock) Nominacija – Kids' Choice Award za "Najboljeg filmskog glumca" Nominacija – MTV Movie Award za "Najbolji poljubac" (zajedno sa Sandrom Bullock) Nominacija – MTV Movie Award za "Najbolju mušku izvedbu" Nominacija – MTV Movie Award za "Najpoželjnijeg muškarca"                                                 |
| 1995.  | Johnny Mnemonic                  | Johnny                        |                                 | Robert Longo                | |
| 1995.  | Šetnja u oblacima                | Paul Sutton                   |                                 | Alfonso Arau                | |
| 1996.  | Lančana reakcija                 | Eddie Kasalivich              |                                 | Andrew Davis                | |
| 1996.  | Ljubav u Minnesoti               | Jjaks Clayton                 |                                 | Steven Baigelman            | |
| 1997.  | Posljednje samoubojstvo          | Harry                         |                                 | Stephen Kay                 | |
| 1997.  | Đavolji odvjetnik                | Kevin Lomax                   |                                 | Taylor Hackford             | |
| 1999.  | The Matrix                       | Thomas Anderson/Neo           |                                 | Lana i Lilly Wachowski      | Blockbuster Entertainment Award za "Najboljeg glumca u akcijskom/SF filmu" Golden Slate za "Najboljeg glumca u glavnoj ulozi" MTV Movie Award za "Najbolju mušku izvedbu" MTV Movie Award za "Najbolju borbu" (zajedno s Laurenceom Fishburneom) Nominacija – MTV Movie Award za "Najbolji duo" (zajedno s Laurenceom Fishburneom) Nominacija – Saturn Award za "Najboljeg glumca" |
| 1999.  | Me and Will                      | Dogstar                       | Sherrie Rose                    | Melissa Behr Sherrie Rose   | |
| 2000.  | Zamjene                          | Shane Falco                   |                                 | Howard Deutch               | |
| 2000.  | Lovac                            | David Allen Griffin           |                                 | Joe Charbanic               | |
| 2000.  | Dar                              | Donnie Barksdale              | Cate Blanchett                  | Sam Raimi                   | |
| 2001.  | Slatki studeni                   | Nelson Moss                   |                                 | Pat O'Connor                | |
| 2001.  | Hardball                         | Conor O'Neill                 |                                 | Brian Robbins               | |
| 2003.  | The Matrix Reloaded              | Thomas Anderson/Neo           |                                 | Lana i Lilly Wachowski      | Nominacija – MTV Movie Award za "Najbolju borbu" (zajedno s Hugom Weavingom) Nominacija – MTV Movie Award za "Najbolji poljubac" (zajedno s Monicom Bellucci) |
| 2003.  | The Matrix Revolutions           | Thomas Anderson/Neo           |                                 | Lana i Lilly Wachowski      | |
| 2003.  | Ljubav nema pravila              | Dr. Julian Mercer             | Jack Nicholson                  | Nancy Meyers                | |
| 2003.  | Mayor of the Sunset Strip        |                               |                                 | George Hickenlooper         | dokumentarni film |
| 2005.  | Constantine                      | John Constantine              |                                 | Francis Lawrence            | |
| 2005.  | Muke s palcem                    | Perry Lyman                   | Lou Taylor Pucci                | Mike Mills                  | |
| 2005.  | Ellie Parker                     | Dogstar                       | Naomi Watts                     | Scott Coffey                | |
| 2005.  | Echo                             | Narcissus                     |                                 | Stephen Hamel               | kratki film |
| 2006.  | Kuća na jezeru                   | Alex Wyler                    |                                 | Alejandro Agresti           | |
| 2006.  | Replikant                        | Bob Arctor                    |                                 | Richard Linklater           | |
| 2008.  | Kraljevi kvarta                  | Tom Ludlow                    |                                 | David Ayer                  | |
| 2008.  | Dan kad je Zemlja stala          | Klaatu                        |                                 | Scott Derrickson            | |
| 2009.  | Privatni životi Pippe Lee        | Chris Nadeau                  | Robin Wright                    | Rebecca Miller              | |
| 2010.  | Henryjev zločin                  | Henry Torne                   |                                 | Malcolm Venville            | |
| 2012.  | Generation Um...                 | John                          |                                 | Mark Mann                   | |
| 2013.  | 47 ronina                        | Kai                           |                                 | Carl Erik Rinsch            | |
| 2013.  | Hram ratnika                     | Donaka Mark                   | Tiger Chen                      | Keanu Reeves                | |
| 2014.  | John Wick                        | John Wick                     |                                 | David Leitch Chad Stahelski | |
| 2015.  | Kuc kuc                          | Ewan Webber                   |                                 | Eli Roth                    | |
| 2016.  | Neonski demon                    | Hank                          | Elle Fanning                    | Nicolas Winding Refn        | |
| 2016.  | Loše društvo                     | The Dream                     |                                 | Ana Lily Amirpour           | |
| 2016.  | Prava istina                     | Richard Ramsay                |                                 | Courtney Hunt               | |
| 2016.  | Na udaru                         | Scott Galban                  |                                 | Gee Malik Linton            | |
| 2016.  | Keanu                            | (glas)                        | Jordan Peele Keegan-Michael Key | Peter Atencio               | |
| 2016.  | Anyone Can Quantum               | (pripovjedač/glas)            | Paul Rudd Stephen Hawking       | Alex Winter                 | kratki film |
| 2017.  | John Wick: Chapter 2             | John Wick                     | Keanu Reeves                    | Chad Stahelski              | |
| 2017.  | To the Bone                      | Dr. William Beckham           | Lily Collins                    | Marti Noxon                 | |
| 2017.  | The Starling                     | Jack                          |                                 | Dome Karukoski              | |
| 2017.  | Rally Car                        |                               |                                 | Olivier Megaton             | |
| 2017.  | SPF-18                           | On sam                        |                                 | Alex Israel                 | |
| 2017.  | Događaj monumentalnih razmjera   | Bob                           | Allison Janney Common           | Judy Greer                  | |
| 2018.  | Sibirski dijamant                | Lucas Hill                    | Keanu Reeves                    | Matthew Ross                | |
| 2018.  | Replike                          | Will Foster                   | Keanu Reeves                    | Jeffrey Nachmanoff          | |
| 2018.  | Kako uloviti neženju?            | Frank                         | Keanu Reeves Winona Ryder       | Victor Levin                | |
| 2019.  | John Wick 3: Parabellum          | John Wick                     | Keanu Reeves                    | Chad Stahelski              | |
| 2019.  | Always Be My Maybe               |                               | Ali Wong Randall Park           | Nahnatchka Khan             | |
| 2019.  | Priča o igračkama 4              | Duke Caboom                   | Tom Hanks                       | Josh Cooley                 | |
| 2019.  | Between Two Ferns: The Movie     | On sam                        | Zach Galifianakis               | Scott Aukerman              | |
| 2020.  | Bill and Ted Face the Music      | Ted "Theodore" Logan          |                                 | Dean Parisot                | |
| 2021.  | John Wick: Chapter 4             | John Wick                     |                                 |                             | |

## Televizija
| Godina | Film                                     | Uloga                       | Glavni glumac          | Redatelj                           | Bilješke |
| ------ | ---------------------------------------- | --------------------------- | ---------------------- | ---------------------------------- | --- |
| 1984.  | Hangin' In                               | Teen Client                 |                        |                                    | epizoda Happiness Is a Warm Grover |
| 1985.  | Night Heat                               | Napadač                     | Scott Hylands          | Mario Azzopardi                    | epizode Necessary Force i Crossfire |
| 1985.  | Letting Go                               | Stereo Teen No.1            | John Ritter            | Jack Bender                        | televizijski film |
| 1985.  | Comedy Factory                           | Crackers                    |                        | Mark Warren                        | epizoda Fast Food |
| 1986.  | Act of Vengeance                         | Buddy Martin                | Charles Bronson        | John Mackenzie                     | televizijski film |
| 1986.  | Disneyland                               | Mike Riley                  |                        | Steven Hilliard Stern              | epizoda Young Again |
| 1986.  | Brotherhood of Justice                   | Derek                       |                        | Charles Braverman                  | televizijski film |
| 1986.  | Under the Influence                      | Eddie Talbot                | Andy Griffith          | Thomas Carter                      | televizijski film |
| 1986.  | Babes in Toyland                         | Jack Fenton/Jack-be-Nimble  | Drew Barrymore         | Clive Donner                       | televizijski film |
| 1987.  | Trying Times                             | Joey                        | Candice Bergen         | Sandy Wilson                       | epizoda Moving Day |
| 1989.  | American Playhouse                       | Kip                         |                        | Jay Holman                         | epizoda Life Under Water |
| 1989.  | The Tracey Ullman Show                   | Jesse Walker                | Tracey Ullman          |                                    | epizoda Two Lost Souls |
| 1990.  | Bill & Ted's Excellent Adventures        | Ted "Theodore" Logan (glas) |                        |                                    | epizode A Grimm Story of an Overdue Book, A Job, a Job, My Kingdom for a Job, Never the Twain Shall Meet, When the Going Gets Tough Bill & Ted Are History, This Babe Ruth 'Babe' Is a Dude, Dude, Pocket Watch Full of Miracles, A Black Night in San Dimas, Birds of a Feather Stick to the Roof of Your Mouth, The More Heinous They Are, the Harder They Fall, Model 'T' for Ted, A Most Excellent Roman Holiday, The Birth of Rock 'N Roll or Too Hip for the Womb, One Sweet and Sour Chinese Adventure to Go |
| 2003.  | The Animatrix                            | Thomas Anderson/Neo         |                        | Peter Chung, Andrew R. Jones i dr. | segment Kid's Story |
| 2003.  | Kid's Story                              | Thomas Anderson/Neo (glas)  |                        | Shinichirô Watanabe                | kratkometražni animirani film |
| 2009.  | Easy to Assemble                         | Vorste Feirron              | Illeana Douglas        | Greg Pritikin                      | epizode Bossy Lady i The Team Building Event |
| 2015.  | Interrogations Gone Wrong                |                             | Mike Capozzi Jim Klock | Jim Klock                          | epizoda Keanu Reeves Arrested, Interrogated, and Really Pissed Off |
| 2015.  | Jimmy Kimmel Live!                       |                             |                        | Joe Strazzullo                     | isječak A Reasonable Speed |
| 2016.  | Swedish Dicks                            | Tex                         | Peter Stormare         | Jon Holmberg Peter Settman         | Sezona 1: epizode 1, 4, 5, 6, 9, 10, sezona 2: epizode 1, 2, 3, 4, 6, 9, 10. |
| 2016.  | Quantum is Calling                       | The One (glas)              | Zoe Saldana            | Alex Winter                        | televizijski film |
| 2016.  | Going Racing with Adam Carolla           |                             |                        | Nate Adams                         | sezona 1, epizoda 7: Keanu Reeves and Arch Motorcycle Co. |
| 2018.  | James Cameron's Story of Science Fiction | On sam                      |                        |                                    | Episode: 1. Aliens, 4. Dark Futures, 6. Time Travel |

## Dokumentarni filmovi
| Godina | Film                     | Uloga       | Glavni glumac | Redatelj              | Bilješke |
| ------ | ------------------------ | ----------- | ------------- | --------------------- | -------- |
| 2006.  | Veliko zatopljenje       | pripovjedač |               | Michael Taylor        |          |
| 2012.  | Jedno uz drugo           | pripovjedač |               | Christopher Kenneally |          |
| 2015.  | Mifune: The Last Samurai | pripovjedač |               | Steven Okazaki        |          |
| 2015.  | Deep Web                 | pripovjedač |               | Alex Winter           |          |

## Producent
| Godina | Film                            | Uloga        | Glavni glumac               | Redatelj                    | Bilješke            |
| ------ | ------------------------------- | ------------ | --------------------------- | --------------------------- | ------------------- |
| 2010.  | Henryjev zločin                 | Henry Torne  | Keanu Reeves                | Malcolm Venville            |                     |
| 2012.  | Jedno uz drugo                  | pripovjedač  |                             | Christopher Kenneally       |                     |
| 2013.  | Hram ratnika                    | Donaka Mark  | Tiger Chen                  | Keanu Reeves                |                     |
| 2014.  | John Wick                       | John Wick    | Keanu Reeves                | David Leitch Chad Stahelski |                     |
| 2015.  | Kuc kuc                         | Evan Webber  | Keanu Reeves                | Eli Roth                    |                     |
| 2016.  | Na udaru                        | Scott Galban | Keanu Reeves                | Gee Malik Linton            |                     |
| 2016.  | Putnici                         |              | Chris Pratt                 | Morten Tyldum               |                     |
| 2016.  | Arch: The Story                 |              | Keanu Reeves Gard Hollinger | Todd Grossman               | (kratki film)       |
| 2016.  | Rain                            | John Rain    | Keanu Reeves                |                             | (tv serija)         |
| 2016.  | Dogstar Siriusly Singing Backup |              |                             | Jes Stiner Wilson Stiner    | (dokumentarni film) |
| 2018.  | Siberia                         | Lucas Hill   | Keanu Reeves                | Matthew Ross                |                     |
| 2018.  | Rally Car                       |              | Olivier Megaton             |                             | (u predprodukciji)  |
| 2018.  | Unmanned                        |              | Tim Webber                  |                             | (u predprodukciji)  |
| 2018.  | Replicas                        | Will Foster  | Keanu Reeves                | Jeffrey Nachmanoff          |                     |
| 2019.  | Already Gone                    |              | Seann William Scott         | Christopher Kenneally       |                     |

## Redatelj
| Godina | Film         | Uloga       | Glavni glumac | Redatelj     | Bilješke |
| ------ | ------------ | ----------- | ------------- | ------------ | -------- |
| 2013.  | Hram ratnika | Donaka Mark | Tiger Chen    | Keanu Reeves |          |

## Videoigre
| Godina | Film                 | Uloga                      | Glavni glumac | Redatelj               | Bilješke |
| ------ | -------------------- | -------------------------- | ------------- | ---------------------- | -------- |
| 2003.  | Enter the Matrix     | Thomas Anderson/Neo (glas) |               | Lana i Lilly Wachowski |          |
| 2009.  | CR: Enter the Matrix | Thomas Anderson/Neo (glas) |               | Ohkata                 |          |
| 2020.  | Cyberpunk 2077       | Johnny Silverhand (glas)   |               | Adam Badowski          |          |

## Glazbeni video spotovi
| Godina | Film                    | Uloga | Glavni glumac | Redatelj         | Bilješke                             |
| ------ | ----------------------- | ----- | ------------- | ---------------- | ------------------------------------ |
| 1991.  | Paula Abdul: Rush, Rush | Jeff  | Paula Abdul   | Stefan Würnitzer | Captivated '92: The Video Collection |
| 2003.  | Anthrax: Safe Home      |       |               | Robert Carlsen   |                                      |

## Audioknjige
| Godina | Autor        | Naslov            | Lik        | Glavni lik | Bilješke |
| ------ | ------------ | ----------------- | ---------- | ---------- | -------- |
| 2011.  | Sarah Vowell | Unfamiliar Fishes | David Malo |            |          |

## Vanjske poveznice
- Keanu Reeves u internetskoj bazi filmova IMDb-u (engl.)